# Села-при-Вишні Гори
Села-при-Вишні Гори (словен. Sela pri Višnji Gori) — поселення в общині Іванчна Гориця, Осреднєсловенський регіон, Словенія. Висота над рівнем моря: 655,1 м.